# Scott Farrar
Scott Farrar é um especialista em efeitos visuais estadunidense. Venceu o Oscar de melhores efeitos visuais na edição de 1986 por Cocoon, ao lado de Ken Ralston, Ralph McQuarrie e David Berry.